# Chi Ó biển
Ó biển là một nhóm gồm các loài chim biển thuộc chi Morus, họ Chim điên (Sulidae). Ó biển là loài chim lớn màu trắng với đầu hơi vàng, cánh đen và mỏ dài. Ó biển phương Bắc là loài chim biển lớn nhất ở Bắc Đại Tây Dương, có sải cánh dài tới hai mét hai mét (6+1⁄2 foot). Hai loài còn lại xuất hiện ở các vùng biển ôn đới xung quanh miền nam châu Phi, miền nam Australia và New Zealand.

## Phân loại
Ba loài ó biển hiện thường được đặt trên chi Morus. Tuy nhiên, một số người tin rằng cả 9 loài thuộc họ Chim điên nên được đặt trong một chi duy nhất, chi Sula. Đôi khi, các loài ó biển cũng được coi là chung một loài.
| Hình ảnh | Tên khoa học   | Tên thông thường  |
| -------- | -------------- | ----------------- |
|          | Morus bassanus | Ó biển phương Bắc |
|          | Morus capensis | Ó biển Cape       |
|          | Morus serrator | Ó biển Úc         |